# Julie était belle
Pour plus de détails, voir Fiche technique et Distribution.
Julie était belle est un film français réalisé par Jacques-René Saurel et sorti en 1977.

## Synopsis
Dany (Christine Laurent) rencontre Michel (Daniel Russo) et Sébastien (François Duval) en faisant de l’autostop. Ils forment un trio allié qui vit dans une maison provençale. Mais ne sachant rien des uns et des autres, le passé les suit. Aux images du présent se mêlent parfois celles de deux garçons jouant avec une fille qui a pour eux une affection particulière. Cette fille, Julie (Sylvie Colomer), jamais les deux garçons n'en parlent à Dany. Un jour, le trio est réprimandé par un propriétaire bilieux qui leur ordonne de ne plus passer sur ses terres. Plus tard, alors que les deux garçons commençaient à parler de Julie à Dany, vient le propriétaire coléreux armé d’un fusil. Ce nouvel événement rend le propriétaire furibond et il blesse Dany grièvement. Tandis que Sébastien s’échappe vers le village, les images entremêlées de Julie l'accompagnent : Julie jouant à colin-maillard avec eux puis Julie étendue, inanimée sur un rocher, enfin l'image d'un corps sur une civière.

## Fiche technique
- Titre : Julie était belle
- Réalisation : Jacques-René Saurel
- Scénario :  Jacques-René Saurel et Benjamin Simon
- Dialogues : Robert Pouderou
- Photographie : Dominique Brabant
- Son : Lucien Yvonnet
- Montage : Louis Soulanes
- Musique : Nicolas Peyrac
- Production : ATC 3000 - Les Activités cinématographiques - Productions Claude Capra
- Pays de production :  France
- Durée : 83 minutes
- Date de sortie : France - 24 août 1977[2]

## Distribution
- Christine Laurent
- François Duval
- Daniel Russo
- Fransined
- Julien Bertheau
- Benjamin Simon
- Dominique Erlanger